# Widzew

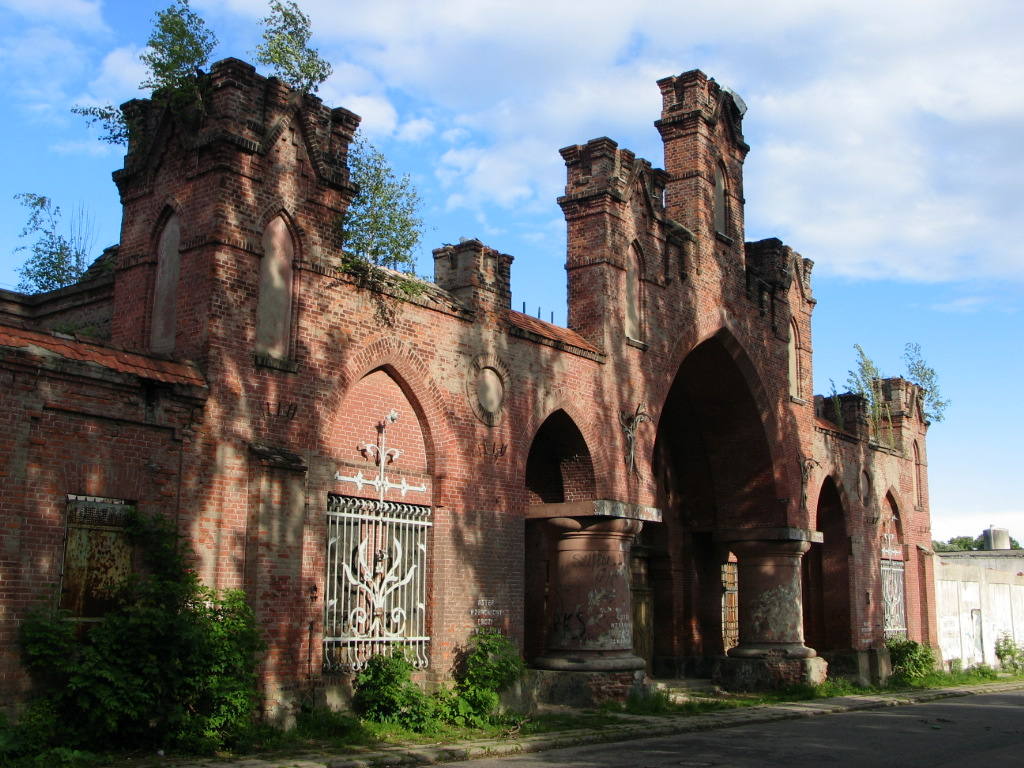
Beczki Grohmana

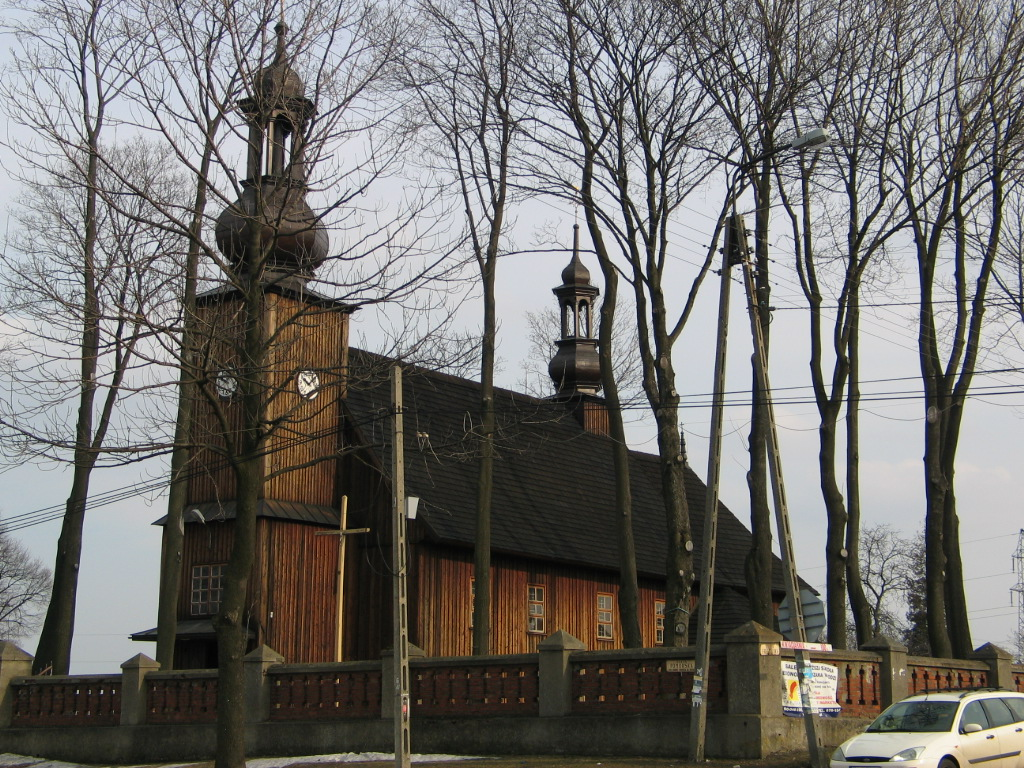
Kościół w Mileszkach

Widzew – do 31 grudnia 1992 dzielnica miasta Łodzi. Największa obszarem dawna dzielnica miasta, licząca 90,8 km², ale jednocześnie o najmniejszej gęstości zaludnienia; ok. 133,6 tys. mieszkańców.

## Zabudowa
Dzielnica ta oprócz części środkowo-zachodniej, położonej mniej więcej na obszarze dawnej wsi Widzew (zwanej obecnie popularnie "Starym Widzewem") nie posiada zwartej, miejskiej zabudowy. Północno-wschodnia część dzielnicy jest zajmowana przez pola, nieużytki, lasy i niewielkie osady, południowo-wschodni róg zajmują obszerne rejony terminalu kolejowego Łódź-Olechów. Reszta obszaru zdominowana jest zabudową przemysłową i wielkimi osiedlami mieszkaniowymi.

## Historia

### Najstarsze dzieje osady Widzew
Pierwsza historyczna wzmianka dotycząca Widzewa pojawiła się w 1327, następna wzmianka pochodzi z 1387 – dokumentu wydanego przez biskupa kujawskiego Jana Kropidło, księcia z opolskiej linii Piastów. Z zapisu tego wynika, że duchowny utworzył sołectwo łódzkie złożone ze wsi Łodzia i sąsiedniej wioski Widzewnicy (nazwa osady zapisana jest w tekście niejednolicie). Ustalenie daty założenia Widzewa jest jednak niemożliwe.
Przez długi czas obraz Widzewa podobnie jak i samej Łodzi przedstawiał się w sposób nader monotonny i nieszczególny. Wzmianki źródłowe ów pogląd potwierdzają – na dużej polanie otoczona ze wszystkich stron lasami znajdowała się maleńka wieś. Miasteczko zaś Łódź samemi borami jest obległe tak ze wschodu, z południa, z północy y z zachodu.
Kolejne informacje o wsi Widzew pochodzą z XVI-wiecznych spisów inwentarzowych dóbr biskupich. Jeden z nich, sporządzony z polecenia biskupa Jana Karnkowskiego w 1534, informuje, że wioska Widzew posiada 5 łanów, nowo wybudowany młyn, z którego płaci kopę groszy, a wieśniacy są następujący: Wojciech Gralka – 1 łan, Stanisław Kierszcz – 1 łan, Pędziwiatr – 1 łan, Salomonowa – 1 łan, Pietruch – 1 łan. Razem oddając 6 złotych należnych podatków.
Wiek XVIII to czas daleko posuniętej dewastacji i dosłownej wegetacji osady. Zamieszkiwało ją wówczas w dwóch gospodarstwach na 3 łanach raptem czternaście osób. W 1792 zajmował gospodarstwo zaledwie jeden kmieć, a grunty orne słabej jakości, na ogół piaszczyste, nadawały się jedynie pod siew żyta i uprawę ziemniaków.

### Widzew w sferze oddziaływania Łodzi
Lepsze czasy dla wsi przyszły paradoksalnie wraz z upadkiem państwa polskiego i okresem zaborów. Już podczas krótkiego pruskiego epizodu liczba mieszkańców wzrosła do 22 osób, ale dopiero w momencie powstania Królestwa Polskiego pod berłem cara Rosji sytuacja całego obszaru Łodzi i okolicznych wsi zmieniła się diametralnie. Historyczne konsekwencje podjętej przez Rajmunda Rembielińskiego i Stanisława Staszica w 1823 decyzji o ulokowaniu na południe od Łodzi, w oparciu o trakt Piotrkowski, nowej osady sukienniczej spowodowała, że Widzew znalazł się w polu oddziaływania Łodzi.
To w wyniku prac regulacyjnych pod wytyczanie nowych ulic i działek dla przybyłych tkaczy przesiedlono do Widzewa część mieszkańców wsi Wólka. Tym sposobem wzrosła liczba mieszkańców i powierzchnia gruntów rolnych. Rosnące potrzeby dynamicznie rozwijającej się Łodzi sprzyjały analogicznie również okolicy. Karczowano lasy Puszczy Łódzkiej. Naturalna leśna granica oddzielająca Widzew od Łodzi tym sposobem kurczyła się coraz bardziej. Podejmowano się przewozu rozmaitych towarów i pracy w mieście. W latach 60. XIX wieku uregulowano stosunki własnościowe i uwłaszczono chłopów widzewskich. W tym czasie liczba mieszkańców wsi liczyła już 338 osób ludności stałej i 36 czasowo zamieszkałej. Widzew podobnie jak inne okoliczne podłódzkie osady stanowił zaplecze rąk do pracy, służył jako baza surowcowa i miejsce taniego noclegu dla coraz liczniejszej rzeszy niesionych nadzieją lepszego życia chłopów. Taki obraz Widzewa, podobnie zresztą jak i innych okolicznych podłódzkich miejscowości, uległ już w latach 70. XIX w. dość poważnym zmianom.

### Budowa przemysłu na Widzewie
Do lat 70. XIX w. Widzew stanowił względem Łodzi głównie zaplecze surowcowe i żywnościowe oraz miejsce, w którym pomieszkiwali nieraz po kilka lat wiejscy przybysze – pracownicy łódzkich fabryk. Ten stan rzeczy zmienił się za sprawą Juliusza Kunitzera. Szukając terenów pod budowę zakładów bawełnianych trafił on do Widzewa. Miejsce to okazało się wprost idealne dla inwestorów. Doskonała lokalizacja tuż przy Szosie Rokicińskiej zapewniała, podobnie jak linia kolejowa fabryczno-łódzka, swobodny dowóz surowców i wywóz produkcji. Ponadto przez wieś przepływała rzeczka Jasień, mogąca zaopatrzyć fabryki w wodę wykorzystywaną w procesie produkcji włókienniczej, zaś w okolicy było mnóstwo taniej siły roboczej. W 1879 Kunitzer odkupił od Ludwika Meyera, zakupione przez tego drugiego rok wcześniej od chłopów Widzewa, grunty położone pomiędzy dzisiejszymi ulicami Niską i Szpitalną. W stosunkowo szybkim czasie J. Kunitzer wespół z J. Heinzlem zbudowali sporych rozmiarów kompleks fabryczny, nazwany później Widzewską Manufakturą. W cieniu fabrycznych murów fabrykant pobudował domy robotnicze przy widzewskiej fabryce tzw. "domki kunitzerowskie". Parterowe, drewniane, tandetnie wykonane, przypominały budynki rzemieślnicze wznoszone w 1. połowie XIX wieku. Osiedle powstawało stopniowo w ostatnich latach XIX w. W 1900 liczyło 158 domów drewnianych i 8 murowanych, ulokowanych w kilku długich szeregach, głównie przy ulicach: Niciarnianej, Kunitzera, Józefa, i po obu stronach Szosy Rokicińskiej. Był to jedyny, unikatowy przykład tego typu zabudowy w Łodzi. Domki kunitzerowskie zostały rozebrane w większości po 1945, kilkanaście z nich przetrwało do lat 60. a nawet 70. XX w.
Rozwojowi przemysłowemu Widzewa towarzyszył wzrost liczby mieszkańców. Podczas gdy w 1880 zamieszkiwało ten obszar niespełna 500 osób, to w 1901 już ponad 4 tysiące.
Rolnictwo wraz z rozwojem przemysłowym Widzewa traciło na znaczeniu. Chłopi-właściciele wyprzedawszy swoją ziemię, przechodzili do pracy w fabrykach. W końcu XIX wieku wykształciły się trzy zasadnicze grupy mieszkańców Widzewa: dawni chłopi trudniący się furażem, zajęciami dorywczymi i wynajmem lokali, doświadczeni robotnicy i nowo przybyli bez doświadczenia.
Fabryki włókiennicze nadawały ton kierunkowi zmian i przyczyniały się do przekształceń wsi w fabryczną osadę – przedmieście Łodzi. Tow. Akc. bawełnianej fabryki Heinzel i Kunitzer, zwiększając rozmiar kompleksu przemysłowego, nabywało kolejne grunty od chłopów, a ci z kolei przechodzili do pracy pozarolniczej. Na ponad cztery tysiące mieszkańców Widzewa w 1902 r. 75% utrzymywało się z pracy w przemyśle, co stanowi wymowny przykład tempa zachodzących przemian w tej miejscowości.
Powyższe proporcje szybko ulegały podobnie jak krajobraz Widzewa dalszym zmianom. Formalnie nadal traktowany jako wieś zatracał swój wiejski charakter za sprawą kolejnych inwestycji. Zbudowano południową linię kolei obwodowej, powstała Stacja Widzew. Juliusz Kunitzer wszedł do spółki, która podjęła się budowy kolejnego przedsiębiorstwa – Łódzkiej Fabryki Nici zwanej popularnie Niciarnią, a obecnie Ariadną. Rozrastała się również sama kolonia mieszkalna. Wzniesiono następne domki kunitzerowskie oraz kolonię parterowych baraków dla robotników Niciarni. Na potrzeby mieszkańców urządzono przyfabryczne szpitale, szkoły oraz kościół św. Kazimierza. Wzdłuż ul. Rokicińskiej poprowadzono linię tramwajową kończącą się przy ul. Szpitalnej.
Widzew zatracał swój typowo wiejski charakter, a w cieniu rozrastających się kompleksów miejscowych fabryk wyrosła osada fabryczna, zamieszkana w przeważającej części przez robotników. Zapisali oni piękną kartę w historii podczas Buntu Łódzkiego w 1892, a zwłaszcza w czasie rewolucji 1905 roku. Od tego momentu zaczęto określać przedmieście mianem "Czerwonego Widzewa", a częste przypadki strajków i akcji protestacyjnych w okresie II Rzeczypospolitej na trwałe wyryją to określenie w świadomości łodzian.

### Przyłączenie Widzewa do Łodzi
Przeobrażeniom urbanizacyjnym Widzewa oraz innych podmiejskich miejscowości nie towarzyszyły jednak żadne zmiany administracyjne. Łódź dynamicznie się rozrastała i potrzebowała nowych terenów pod zabudowę, natomiast przedmieścia trwale związane z miastem mimo przemysłowego oblicza formalnie nadal pozostawały osadami wiejskimi. Istniejący problem rozwiązano dwukrotnie. Pierwszy raz w 1906, kiedy w granice Łodzi włączono (razem z innymi fragmentami przedmieść) zachodnią, przemysłową część Widzewa. Nowa granica Łodzi biegła wzdłuż dzisiejszej ulicy Widzewskiej. Kolejne włączenia miały miejsce w 1915, podczas I wojny światowej (tereny do trasy kolei obwodowej).
Konsekwencją tak przeprowadzonej regulacji obszar Widzewa został de facto podzielony na część zachodnią – stanowiącą już teren Łodzi oraz część wschodnią (wieś Widzew – obecnie Widzew Wschód), która w przeciwieństwie do robotniczo-przemysłowego charakteru dzielnicy pozostała nadal tradycyjnym rolniczo-chłopskim zapleczem miasta. Miało to o tyle negatywne skutki, gdyż to zachodnia część Widzewa korzystała najpełniej z dobrodziejstw miejskich inwestycji. Elektryfikacja, budowa kanalizacji i brukowania ulic dotyczyła praktycznie tylko tego obszaru. Tutaj również skupiało się życie religijne (oddano w 1936 do użytku kościół parafialny), kulturalne (powstawały nowe szkoły oraz stowarzyszenia) i sportowe (TMRF „Widzew”, reaktywowane w 1922 pod nazwą RTS „Widzew”, KS Wi-Ma i TS Podgórze).
Taki stan rzeczy trwał jeszcze przez ponad 30 lat. Nie potrafiły go zmienić mimo podejmowanych prób ani władze miasta w odrodzonej Rzeczypospolitej, ani nawet niemieccy okupanci podczas II wojny światowej. Kolejną inkorporację, tym razem już o wiejskie tereny Widzewa, przeprowadził łódzki samorząd w 1946. I to dopiero od tego momentu możemy mówić o całkowitym włączeniu w granice miasta tego obszaru i otwarciu nowego rozdziału w historii już widzewskiej dzielnicy.

### Dzielnica Widzew
Dzielnica administracyjna Widzew została utworzona z dniem 1 stycznia 1954 jako jedna z 7 wówczas powstałych dzielnic Łodzi.
Była wtedy najmniej zurbanizowaną i najsłabiej zaludnioną dzielnicą Łodzi, jedyną, która nie otrzymała przy podziale żadnej części ścisłego centrum miasta.
Najdalej na zachód wysunięty fragment granicy dzielnicy administracyjnej Widzew przebiegał po linii dzisiejszych ulic Wydawniczej i Rydza-Śmigłego na odcinku od ul. Tuwima do Milionowej.
Od 1 stycznia 1960 wprowadzono korektę podziału administracyjnego, w wyniku której dzielnicę Widzew powiększono, przez włączenie do niej:
- części Zarzewa (kwartał: ulice Milionowa, Łęczycka, Zbaraska, tor kolei obwodowej) z likwidowanej wówczas dzielnicy administracyjnej Chojny,
- części dzielnicy Śródmieście w okolicy Wodnego Rynku (Plac Zwycięstwa), na wschód od ulicy Dowborczyków,
- całości terenów dawnych Zakładów Scheiblerowskich, aż po ulicę Piotrkowską w rejonie Katedry; obszar ten od roku 1946 również leżał w granicach dzielnicy Śródmieście.

Od 1 stycznia 1988 obszar dzielnicy został powiększony przez włączenie:
- z gminy Andrespol – wsi Feliksin, Andrzejów, Sąsieczno oraz kolonii Bolesławów, Przylesie i Nery,
- z gminy Nowosolna – wsi Wiączyń Górny, Mileszki, Nowosolna oraz kolonii Popielarnia.

Z dniem 1 stycznia 1993 dzielnica została zlikwidowana, wchodząc w skład jednolitej gminy miejskiej Łódź.

## Osiedla

Podział Widzewa na osiedla administracyjne

Podział Widzewa na obszary Systemu Informacji Miejskiej

### Osiedla administracyjne
Pod względem administracyjnym dawna dzielnica Widzew obejmuje następujące osiedla (jednostki pomocnicze gminy):
- Andrzejów
- Dolina Łódki
- Mileszki
- Nowosolna
- Olechów-Janów
- Stary Widzew
- Stoki-Sikawa-Podgórze
- Widzew-Wschód
- Zarzew
- Osiedle nr 33

### Osiedla nieoficjalne
Tradycyjny podział uwzględnia specyfikę poszczególnych części dzielnicy – historię, rodzaje zabudowy i naturalne granice poszczególnych osiedli. Podział ten jest jedynym zaznaczanym na planach miasta i na jego podstawie na terenie Widzewa wyróżnić można następujące rejony:
- kompleks pięciu osiedli mieszkaniowych, które razem tworzą kompleks mieszkaniowy, zwany popularnie Widzewem Wschód
  - Osiedle im. Bolesława Chrobrego (Brązowe / Niebieskie / Żółte)
  - Osiedle im. Mieszka I (Kolorowe)
  - Osiedle im. Stefana Batorego (Zielone / Czerwone)
  - Osiedle Bawełna
  - Osiedle SM MSM (Białe)
- Andrzejów
- Augustów
- Bacewicz
- Feliksin
- Henryków
- Janów
  - Osiedle im. H. Sienkiewicza
  - Osiedle 70-lecia Odzyskania Niepodległości
- Mileszki
- Moskuliki
- Stare Moskule
- Nery
- Nowosolna
- Olechów
  - Osiedle Słowiańskie
- Podgórze (znane również jako Grembach)
- Poręby
- Różki
- Sąsieczno
- Sikawa
- Stoki
- Wiączyń
  - Wiączyń Dolny (częściowo poza Łodzią)
  - Wiączyń Górny
- Zarzew

## Zabytki i charakterystyczne miejsca dzielnicy

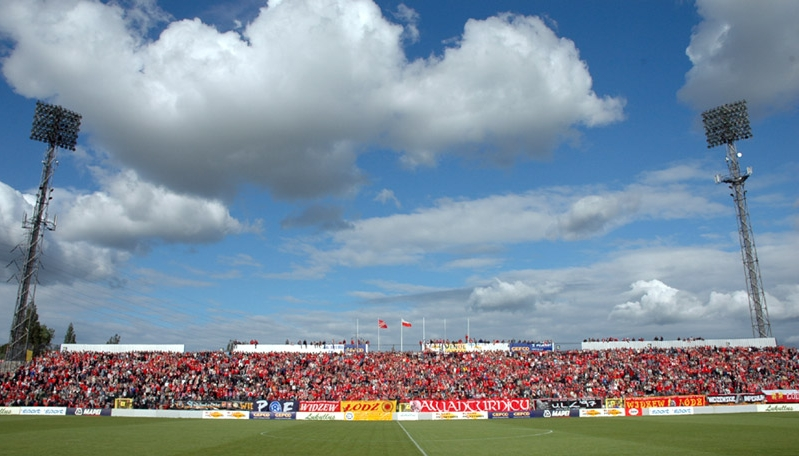
Stadion Widzewa Łódź

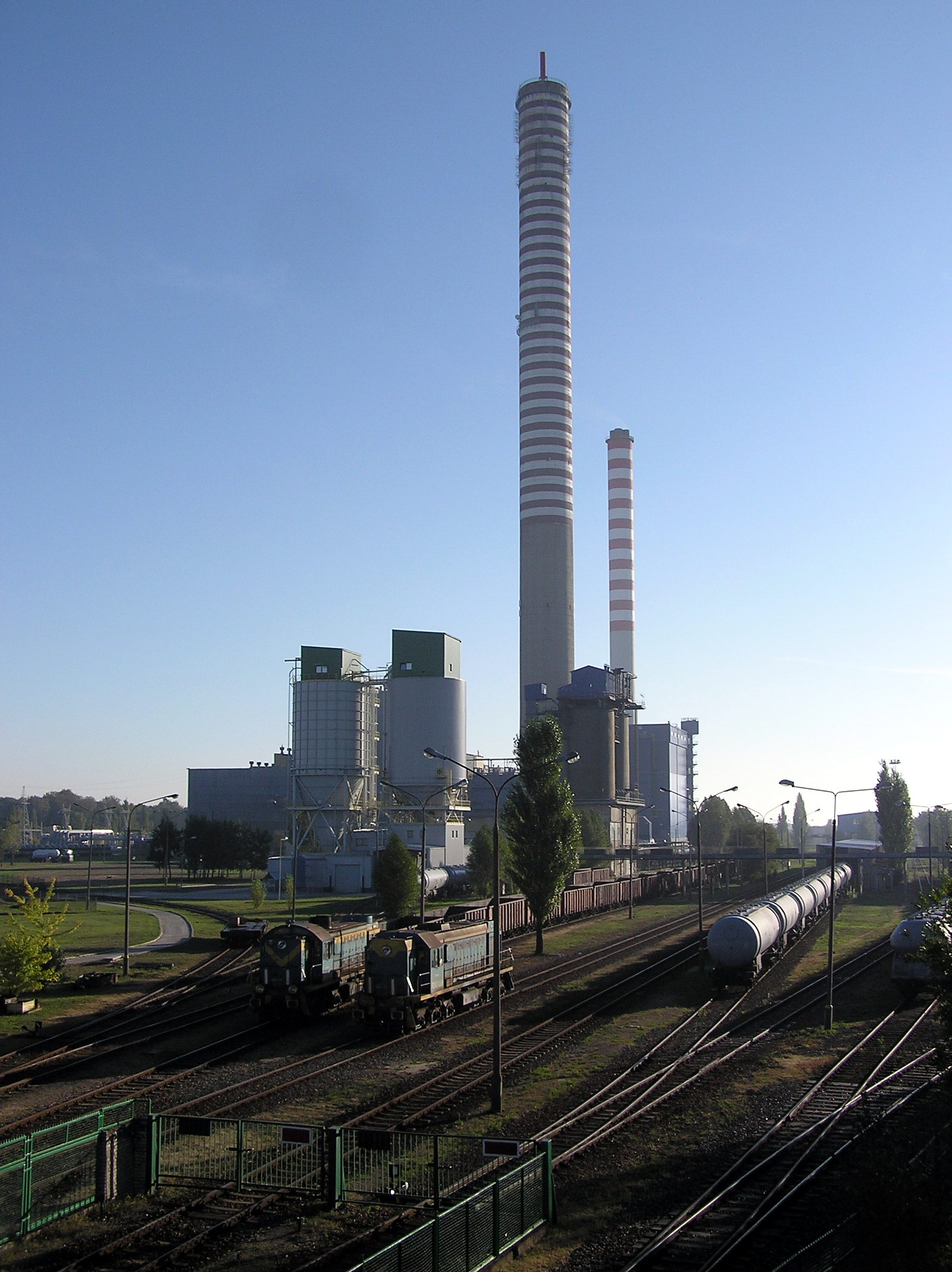
Elektrociepłownia EC 4

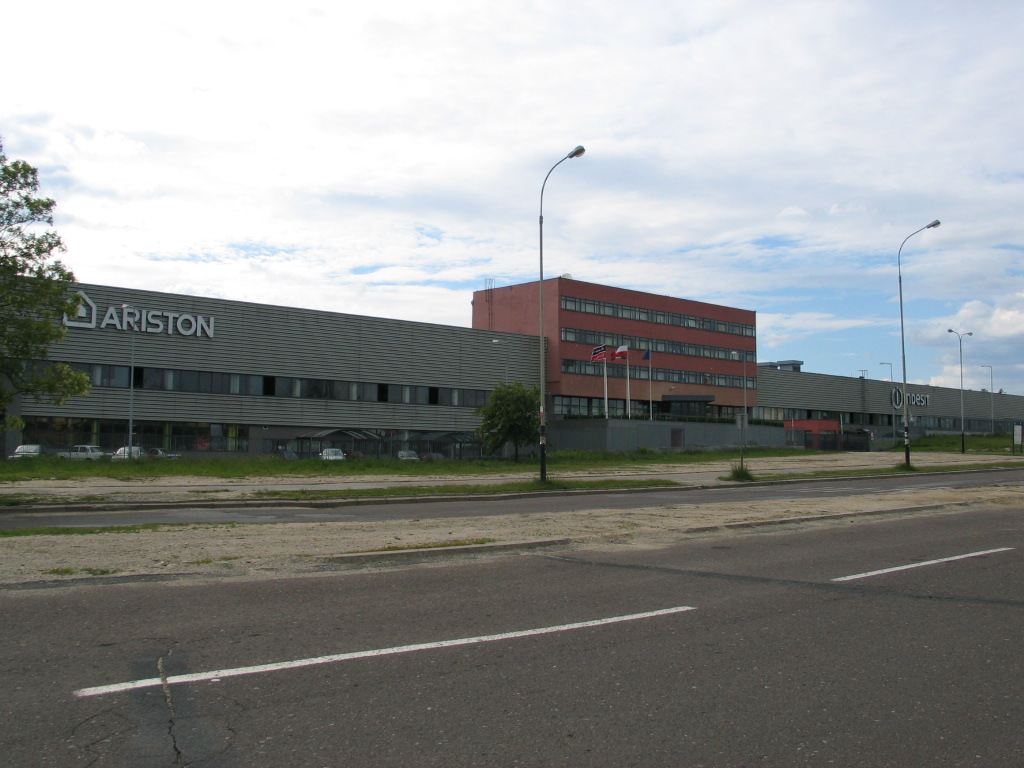
Merloni Łódź

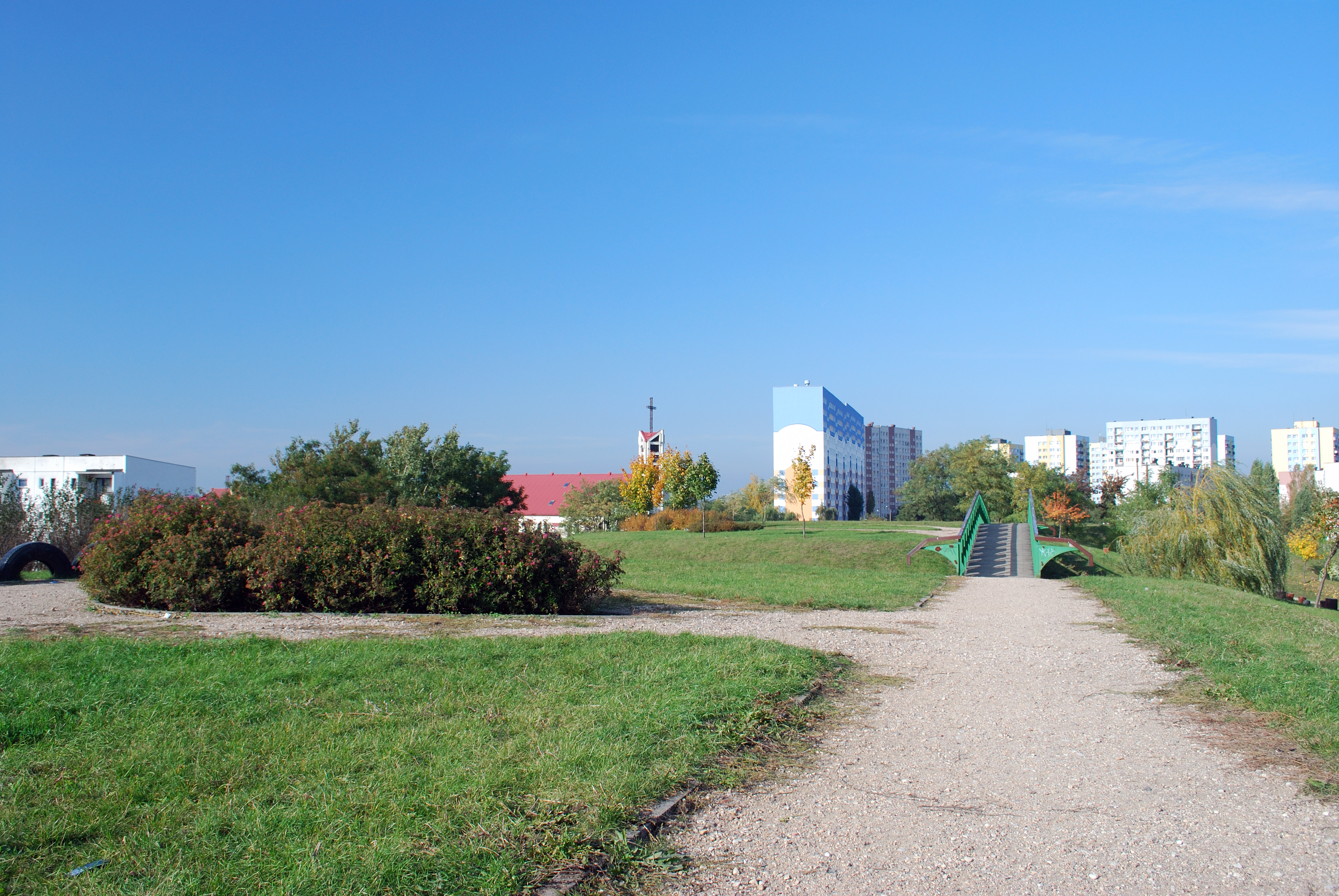
Park Widzewska Górka

Na terenie dzielnicy Łódź-Widzew znajdują się m.in.:
- geograficzny środek Łodzi
- Muzea
  - Sztuki – Oddział Rezydencja Księży Młyn (willa Herbsta)
  - Kinematografii (pałac Karola Scheiblera)
- zabytkowy kompleks fabryczno-mieszkalny Księży Młyn (dawna własność spółki Scheibler-Grohman)
- Uczelnie
  - Państwowa Wyższa Szkoła Filmowa, Telewizyjna i Teatralna im. Leona Schillera PWSFTviT
  - Salezjańska Wyższa Szkoła Ekonomii i Zarządzania SWSEiZ
- Kluby sportowe
  - RTS Widzew Łódź (dawny TMRF Widzew)
  - KS Anilana
  - KS Włókniarz
- największy w Polsce kolejowy terminal towarowy – Łódź Olechów
- liczne zakłady przemysłowe, z których największe to:
  - działające: Ariadna SA Fabryka Nici, Indesit, Bosch-Siemens, GE Power Controls (dawna Ema Elester), Cablex-P, Drahtzug Stein, Sew Eurodrive Polska, VF Polska, EGO, Nibco, Cebal Tuba, Prettl, Dywilan, Wizamet-Gillette, East-West Spinning, Angoratex, Unidro, Próchnik, Elektrociepłownia EC 4, Dell
  - nie działające: Manufaktura Widzewska WiMa (Zakłady im. 1 Maja), Uniontex-Ortal (dawne zakłady Grohman-Scheilbler – na terenie których jest obecnie Widzewska Specjalna Strefa Ekonomiczna), Wagmet-Polonit, Polmatex-Wifama, Chemitex-Anilana
- Parki
  - 3 Maja
  - Baden-Powella (dawniej Rozrywkowy)
  - Źródliska (z palmiarnią)
  - M. Zaruskiego (dawniej Krasickiego na Stokach)
  - nad Jasieniem
  - Podolski
  - Widzewska Górka
  - Widzewski
  - Źródła Olechówki
- Rzeki
  - Augustówka – dopływ Olechówki (częściowo także w dzielnicy Górna)
  - Jasień – dopływ Neru (częściowo także w dzielnicy Górna)
  - Łódka – dopływ Neru (częściowo także w dzielnicy Bałuty i Polesie)
  - Sokołówka – dopływ Bzury (częściowo także w dzielnicy Bałuty),
  - Miazga – dopływ Wolbórki
  - Ner (częściowo także w dzielnicy Górna)
  - Olechówka – dopływ Jasienia (częściowo także w dzielnicy Górna)
- Hipermarkety: Auchan, Selgros, Carrefour
- Łódzki Rynek Hurtowy ˌˌZjazdowaˈˈ
- Widzewska Galeria Ekslibrisu w Domu Kultury 502, istnieje od 1990 r.; jedyna stała galeria ekslibrisów w Łodzi, jedna z czterech takich w kraju, najstarsza